# Èagre
Èagre o Eagre (en grec antic Οἴαγρος, Oiagros; en llatí, Oeā̆grus) és una figura de la mitologia grega, amb diferents tradicions sobre el seu origen. Unes vegades és fill d'Ares, altres de Píer i altres el fan fill de Carops, a qui va succeir com a rei de Tràcia. Els mitògrafs el consideren un déu-riu.
Va casar-se amb la musa Cal·líope, amb qui va tenir Orfeu, o bé amb la musa Polímnia, o amb Clio. Autors tardans el presenten com a pare de Màrsias i Linos, tot i que d'aquest últim se'n diu que és fill d'Apol·lo.